# Ischnogasteroides zarudnyi
Ischnogasteroides zarudnyi är en stekelart som först beskrevs av Kostylev 1939.  Ischnogasteroides zarudnyi ingår i släktet Ischnogasteroides och familjen Eumenidae. Inga underarter finns listade i Catalogue of Life.